# Panacris tarsalis
Panacris tarsalis är en tvåvingeart som först beskrevs av Gerstaecker 1857.  Panacris tarsalis ingår i släktet Panacris och familjen vapenflugor. Inga underarter finns listade i Catalogue of Life.